# Gerner Brücke
Die Gerner Brücke ist eine Eisen- und Stahlbeton-Bogenbrücke über den Nymphenburger Schlosskanal in München.

## Lage
Die Gerner Brücke verbindet die Gerner Straße im Stadtviertel Gern mit der Renatastraße im Stadtviertel Neuhausen. Ihr Scheitelpunkt bietet einen direkten Blick auf den Hubertusbrunnen am östlichen Ende des Schlosskanals, während der Blick auf das eineinhalb Kilometer entfernte Schloss Nymphenburg im Westen durch die Ludwig-Ferdinand-Brücke unterbrochen wird.

## Geschichte
Ursprünglich waren Brücken über den von Kurfürst Karl Albrecht in den Jahren 1728–30 erbauten Schlosskanal nicht vorgesehen, der allein als Sichtachse für das Schloss Nymphenburg und Achse für die beiden Auffahrtsalleen angelegt war. Wegen des Wachstums der Stadt und der damit verbundenen Zunahme des Verkehrs musste zunächst 1892 die Ludwig-Ferdinand-Brücke gebaut werden, der 1897 die Gerner Brücke folgte. Die damals hochmoderne Eisenbetonbrücke wurde äußerlich mit neubarocken Bogenlinien und Geländern versehen, um sie der Umgebung des königlichen Schlosses anzupassen.
Die Brücke wurde 1927 umgebaut und 1994 saniert.
Sie steht unter Denkmalschutz.

## Technische Angaben
Die Stahl- und Eisenbetonbrücke hat einen eingespannten Bogen mit einer lichten Weite von 16 m. Sie ist einschließlich der Rampen 29 m lang und 10 m breit. Sie hat heute eine Tragfähigkeit von 24 Tonnen, ist aber dennoch für Kraftfahrzeuge gesperrt.